# Geraldine Moodie

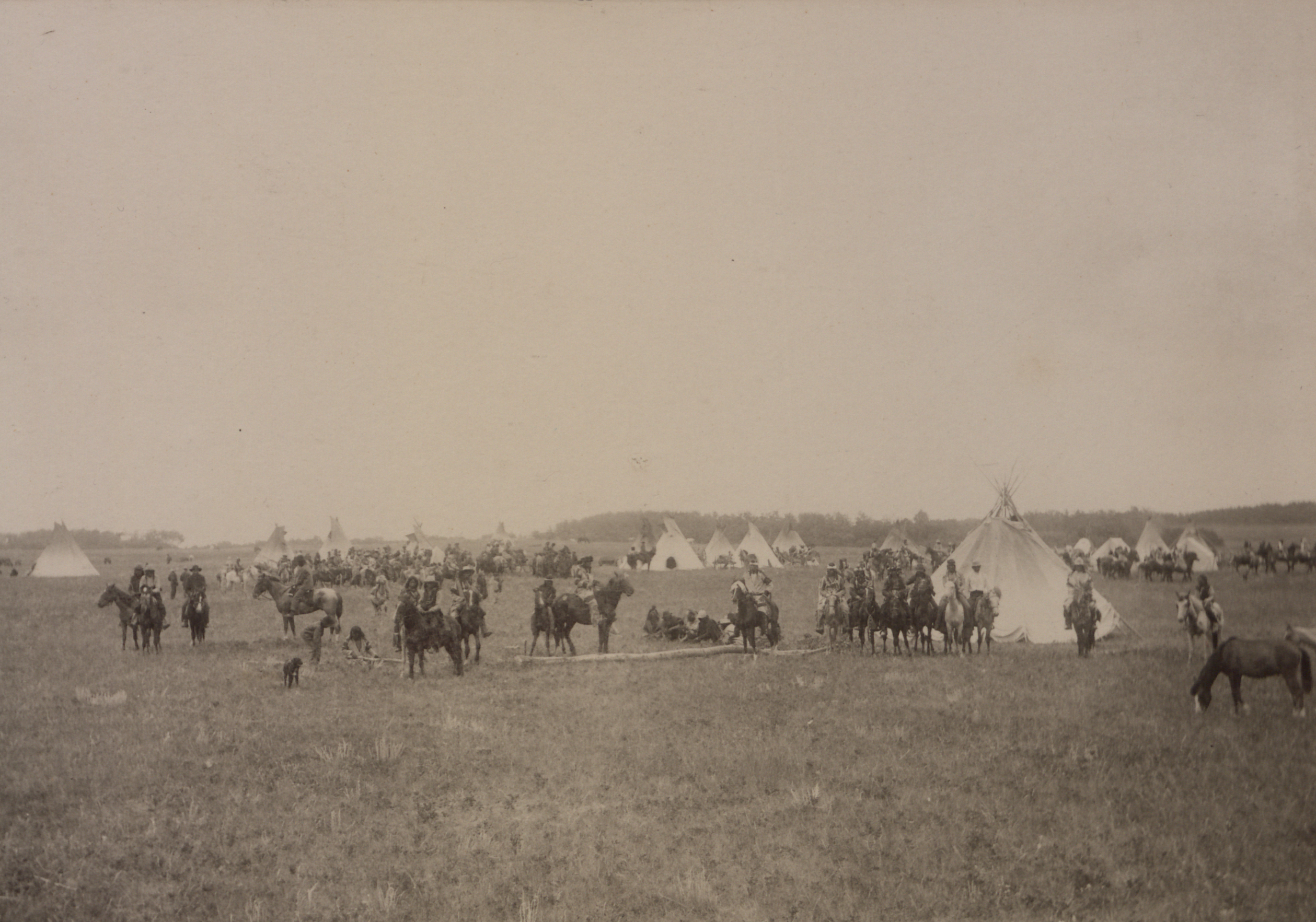
Stavba stanového tábora, 1899

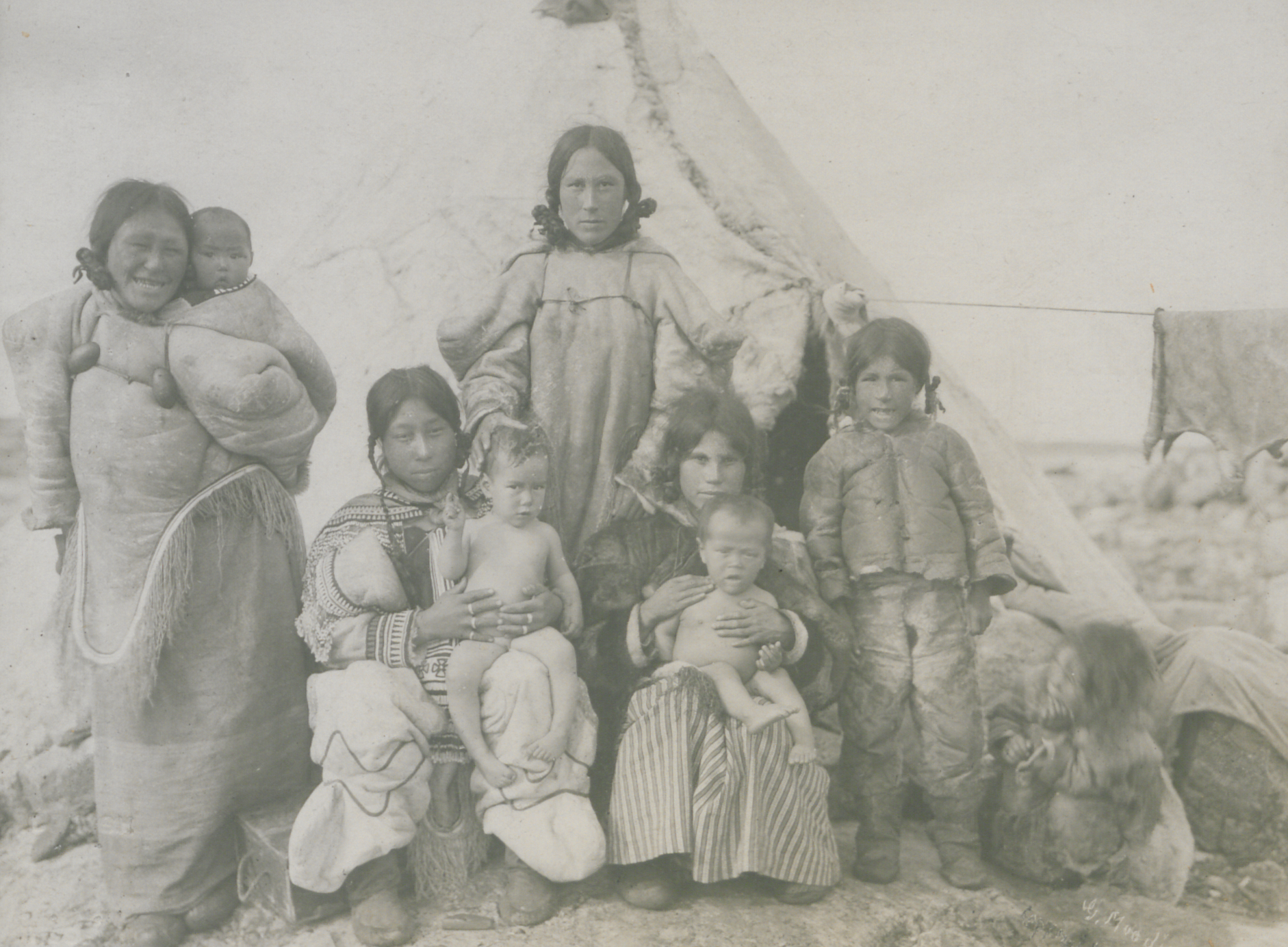
Často portrétovala Inuity, zejména matky a děti

Geraldine Moodie (1852 nebo 31. října 1854 – 4. října 1945) byla kanadská fotografka, která patřila mezi průkopníky v zachycování fotografií rané kanadské historie. Nejznámější je díky své práci s domorodými národy v severní Kanadě. Moodie je jednou z prvních kanadských profesionálních fotografek. Otevřela fotografická studia v Battlefordu, Saskatchewanu (1891), Maple Creeku (1897) a Medicine Hat nebo v Albertě (1897).

## Životopis
Narodila se jako Géraldine Fitzgibbon v Torontu, Ontario, Kanada (což byla Sjednocená kanadská provincie) dne 31. října 1854 Agnes a Charlesi Fitzgibbonovým. Geraldine byla vnučkou spisovatelky Susanny Strickland Moodie. Její prateta byla Catherina Parr Trail. Geraldine se v roce 1878 v Anglii provdala za Johna Douglase Moodieho, který byl jejím vzdáleným příbuzným.
Novomanželé se vrátili do Kanady, nejprve se přestěhovali do západní Kanady a krátce hospodařili v Manitobě, poté se přestěhovali do Ottawy. V roce 1885 dostal její manžel pověření u Severozápadní jízdní policie (NWMP).
Žila na kanadském venkově na přelomu dvacátého století a ocitla se ve světě mužské dominance a nedostatku žen s významným společenským postavením. Navzdory této nepřízni byla mnohem úspěšnější a vlivnější než její metropolitní protějšky.

## Kariéra
Kromě portrétů pořídila snímky jízdní policie, rančů a květin ve volné přírodě. Často doprovázela svého manžela Johna Douglase Moodieho na jeho cestách, kdy fotografovala obyvatele kmene Inuitů v oblasti Hudsonova zálivu (1904–1909). Fotografovala také v okolí města Regina (1910–1911). Mnoho z jejích fotografií bylo v souvislosti s prací jejího manžela na kanadské tichomořské železnici, doprovázející jeho zprávy premiérovi Wilfridu Laurierovi a úředníkům CPR.
Ve svých spisech se zmiňuje o nutnosti upravit svojí techniku kvůli zářícímu sněhu a drsnému počasí.
Její práce byla součástí výstavy v roce 2017, See North of Ordinary, The Arctic Photographs of Geraldine and Douglas Moodie, v muzeu v Glenbow.

## Dědictví
Moodie zemřela v roce 1945 ve věku 90 let, byla pohřbena na hřbitově Burnsland v Calgary, Alberta, Kanada. Autorčiny fotografie jsou ve stálých sbírkách muzea včetně Glenbowova muzea v Albertě v Kanadě; Britského muzea v Londýně a dalších.
Poštovní známku zobrazující autorčinu fotografii, Koo-tuck-tuck, vydala 22. března 2013 Canada Post jako součást série Kanadská fotografie. Na obrázku je tradičně oblečená Inuitka.

## Publikace
- WHITE, Donny. In Search of Geraldine Moodie. Regina, Canada: University of Regina Press, 1998. Dostupné online. ISBN 9780889771109.
- WHITE, Donny. Geraldine Moodie, An Inventory. Regina, Canada: University of Regina Press, 1999. Dostupné online. ISBN 9780889770997.

## Galerie

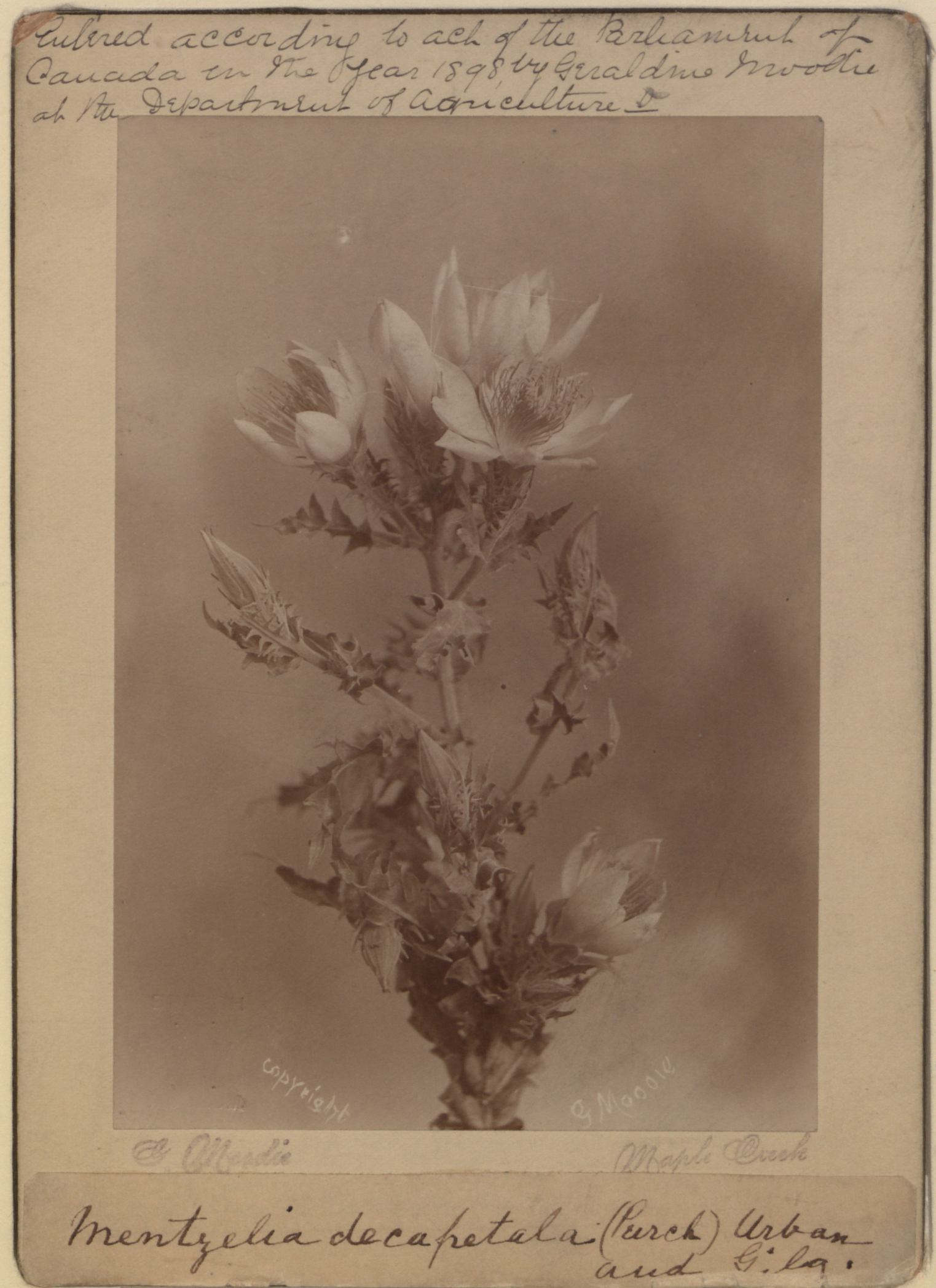
Mentzelia decapetala Pursh Urban and city (totéž jako Bartonia ornata of Pursh)
Mentzelia decapetala Pursh Urban and Gilg
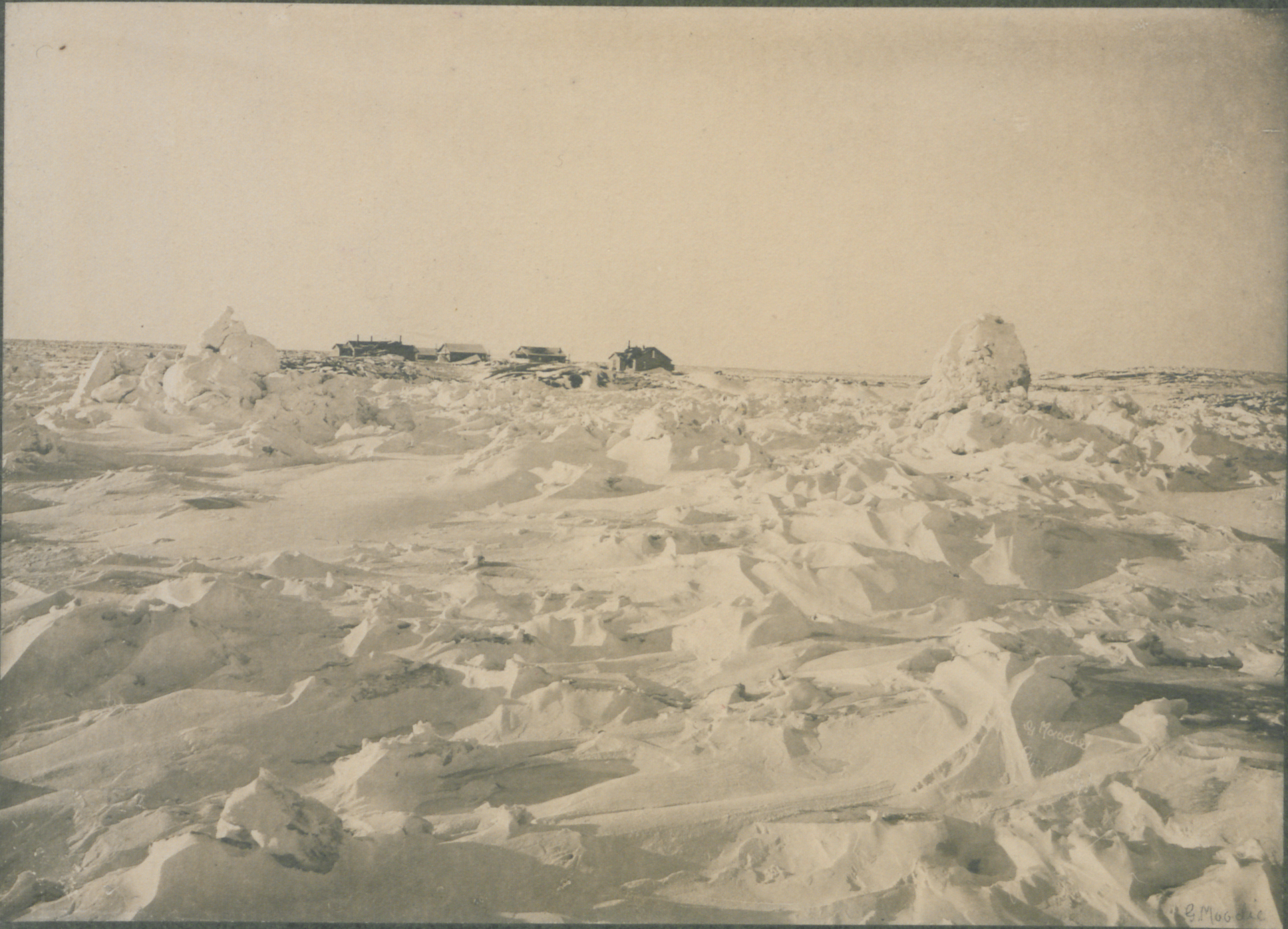
Royal North West Mounted Police barracks and Churchill River, Churchill, 1907
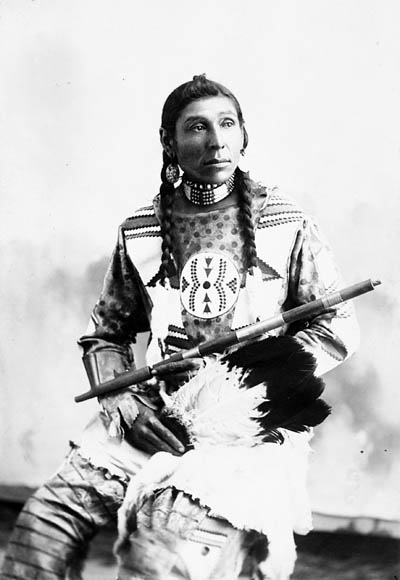
Pîhtokahanapiwiyin (Poundmaker), 1896